# Untenmankhaus
Untenmankhaus ist eine Hofschaft in der bergischen Großstadt Solingen.

## Lage und Beschreibung
Untenmankhaus befindet sich im Südosten des Stadtteils Ohligs auf einer Anhöhe im Norden des Viehbachtals. Im Viehbachtal verläuft die zur Kraftfahrstraße ausgebaute Landesstraße 141n, die sogenannte Viehbachtalstraße. Der Ort grenzt nördlich unmittelbar an die Bahngleise der Bahnstrecke Solingen–Remscheid an. Einige der noch vorhandenen historischen Fachwerkhäuser stehen an der Straße Untenmankhaus sowie an der Straße Trochbusch, die von Untenmankhaus aus in den Talgrund an das Ufer des Viehbachs führt. Nördlich, auf der anderen Seite der Bahngleise, befinden sich die gründerzeitlichen Wohnviertel rund um das Schulgebäude der Geschwister-Scholl-Gesamtschule an der Querstraße. 
Benachbarte Orte von Untenmankhaus sind bzw. waren (von Nord nach West): Poschheide, Anker, Obenmankhaus, Schorberg, Junkernhäuschen, Hülsen, Altenufer, Scharrenberg, Scharrenbergerheide sowie Wahnenkamp.

## Geschichte
Mankhausen, das historisch aus den beiden Höfen Oben- und Untenmankhaus besteht, lässt sich bis in das 15. Jahrhundert zurückverfolgen. Die erste urkundliche Erwähnung von Mankhausen findet sich 1488 im Zehntregister des Klosters Altenberg, in dem der Ort als Manckhyss/Monckhyss verzeichnet ist. Im Jahre 1715 ist der Ort in der Karte Topographia Ducatus Montani, Blatt Amt Solingen, von Erich Philipp Ploennies mit zwei Hofstellen verzeichnet und als Mankhusen benannt. Beide Höfe gehörte zur Honschaft Barl innerhalb des Amtes Solingen. Die Topographische Aufnahme der Rheinlande von 1824 verzeichnet den nordwestlich gelegenen Ort als Ober Mankhauſen und den südöstlich gelegenen Ort als Unter Mankhauſen. Die Preußische Uraufnahme von 1844 verzeichnet den einen Ort als Ob: Mankhaus, den anderen als Unt: Mankhaus. In der Topographischen Karte des Regierungsbezirks Düsseldorf von 1871 ist der Ort als Untenmankhaus verzeichnet.
Nach Gründung der Mairien und späteren Bürgermeistereien Anfang des 19. Jahrhunderts gehörte Untenmankhaus zur Bürgermeisterei Merscheid, die 1856 zur Stadt erhoben und im Jahre 1891 in Ohligs umbenannt wurde. 
Zwischen 1865 und 1867 wurde vom projektierten Bahnhof Ohligs-Wald aus eine Stichstrecke der Eisenbahn bis zum neuen Bahnhof Weyersberg westlich der Solinger Altstadt trassiert. Diese verlief nördlich an Junkernhäuschen vorbei durch das Viehbachtal. Die Bahnstrecke konnte am 25. September 1867 dem Verkehr übergeben werden. Nach der Fertigstellung der Müngstener Brücke im Jahr 1897 wurde daraus die Bahnstrecke Wuppertal-Oberbarmen–Solingen.:113
1815/16 lebten zusammen 128, im Jahr 1830 zusammen 148 Menschen im als Weiler bezeichneten Oben- und Untenmankhaus. 1832 war der Ort weiterhin Teil der Honschaft Barl innerhalb der Bürgermeisterei Merscheid, dort lag er in der Flur VII. Mankhaus. Der nach der Statistik und Topographie des Regierungsbezirks Düsseldorf als Hofstadt kategorisierte Ort besaß zu dieser Zeit 14 Wohnhäuser, acht landwirtschaftliche Gebäude und eine Fabrikationsstätte bzw. Mühle. Zu dieser Zeit lebten 93 Einwohner im Ort, davon drei katholischen und 90 evangelischen Bekenntnisses. Die Gemeinde- und Gutbezirksstatistik der Rheinprovinz führt den Ort 1871 mit 15 Wohnhäusern und 86 Einwohnern auf. Im Gemeindelexikon für die Provinz Rheinland von 1888 werden für Obenmankhaus 20 Wohnhäuser mit 125 Einwohnern angegeben. 1895 besitzt der Ortsteil 21 Wohnhäuser mit 120 Einwohnern.
Mit der Städtevereinigung zu Groß-Solingen im Jahre 1929 wurde die Hofschaft Untenmankhaus ein Ortsteil Solingens. Als einer der wenigen tatsächlich realisierten Abschnitte der geplanten Autobahn 54 entstand am Ende der 1970er Jahre auf dem Teilstück An der Gemarke bis Mangenberg eine vierspurige Kraftfahrstraße durch das südlich von Untenmankhaus gelegene Viehbachtal. Die Straße Trochbusch wird bei Untenmankhaus seither durch eine Unterführung unter der Viehbachtalstraße hindurch geführt. Dieses Teilstück der als L 141n gewidmeten Viehbachtalstraße wurde am 31. August 1979 dem Verkehr übergeben. Der Weiterbau der Viehbachtalstraße zwischen Mangenberg und dem Frankfurter Damm erfolgte bis 1981. Ein weiterer Ausbau erfolgte jedoch nicht; die A 54 wurde nie fertiggestellt.:55
  

Seit Mitte der 1980er Jahre steht von den historischen Fachwerkhäusern im Ort das Gebäude Trochbusch 6 sowie die historischen Wasserpumpen an den Häusern 3 und 4, 6 unter Denkmalschutz.

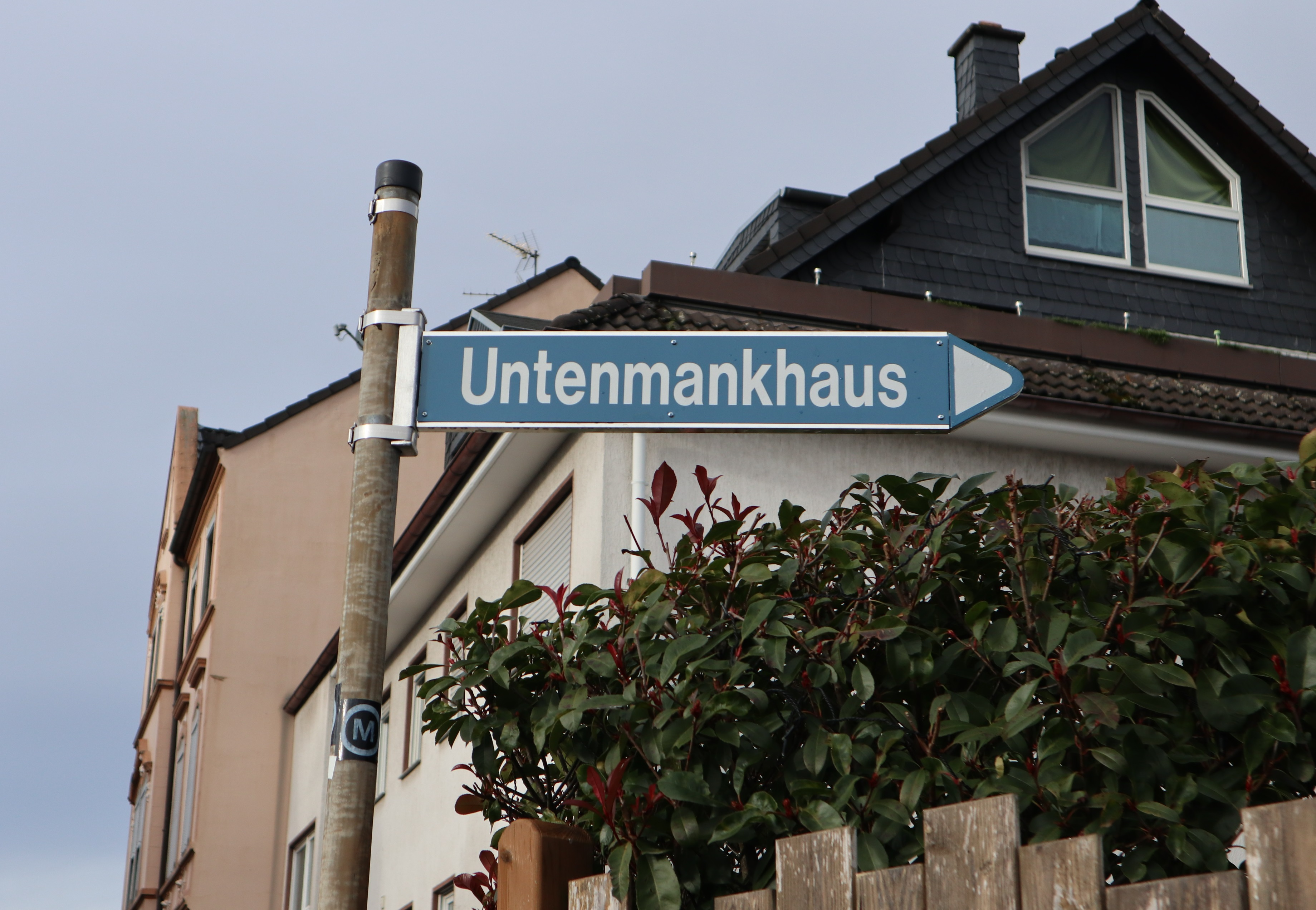
Straßenschild in Untenmankhaus
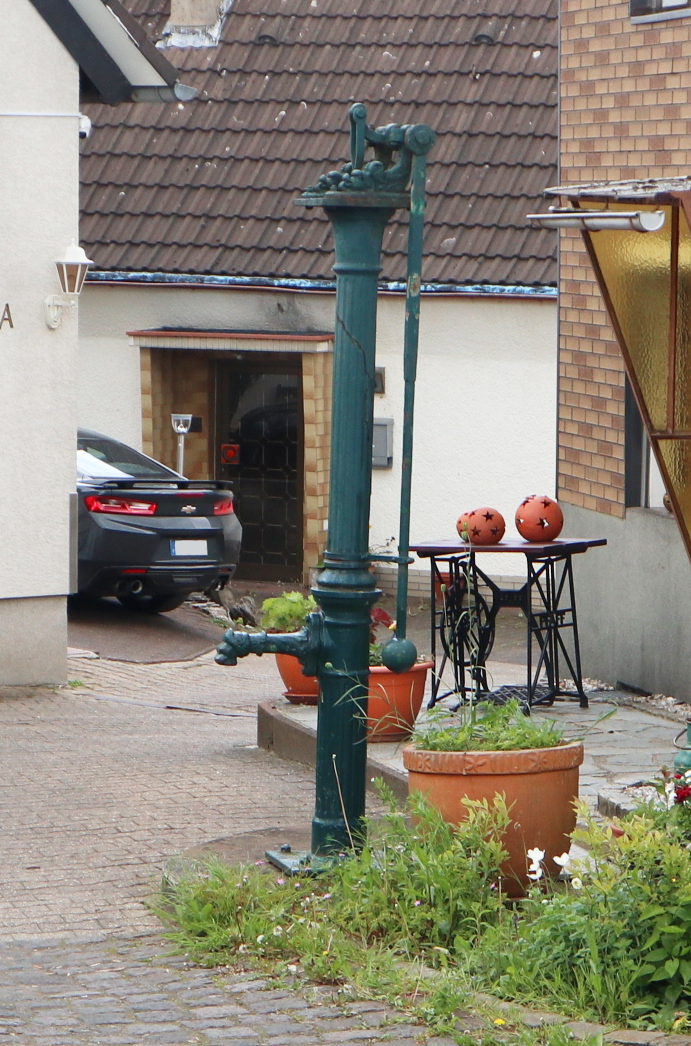
Pumpe Trochbusch 3
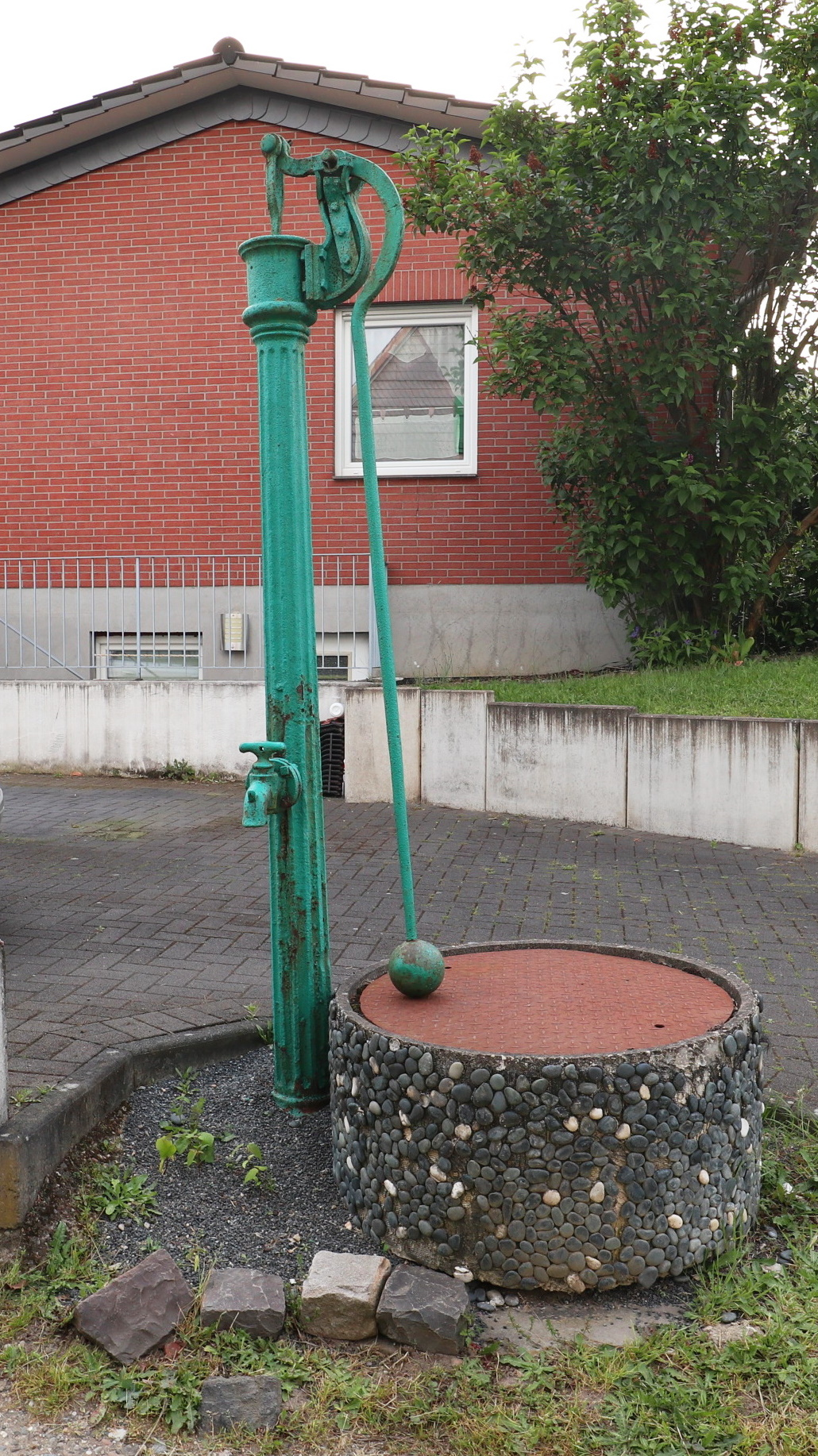
Pumpe Trochbusch 4, 6